# Wilajet bucharski
Wilajet bucharski (uzb. Buxoro viloyati / Бухоро вилояти) – jeden z 12 wilajetów Uzbekistanu. Znajduje się w zachodniej części kraju.

## Miejscowości
- Chazara
- Gʻijduvon
- Vobkent